# Codex Colombino-Becker

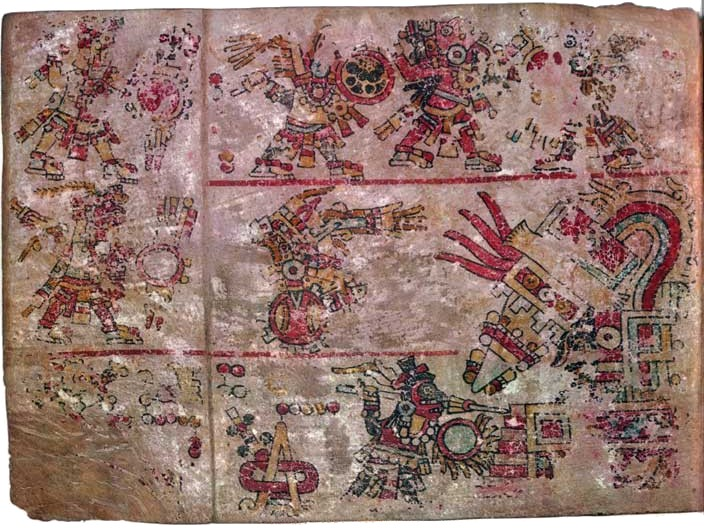
Première page du codex Becker 1.

Le codex Colombino-Becker est un codex mésoaméricain mixtèque préhispanique. Il est considéré par les spécialistes comme le plus ancien des codex mixtèques. Il a été scindé en deux parties, le codex Colombino et le codex Becker 1, probablement vers 1541,.